# Pedro de Ribera
Pedro de Ribera (Madrid, 4 d'agost de 1681 - Madrid, 1742) fou un arquitecte espanyol.
Artista l'activitat del qual es desenvolupa gairebé exclusivament a Madrid durant la primera meitat del segle xviii (Segle de la Llums). Deixeble de José Churriguera i destacat autor de la seva època, porta al seu ple desenvolupament els principis del barroc exaltat i del xorigueresc, versió espanyola del Rococó.
Va ser nomenat, entre els anys 1718 i 1719, tinent del llavors Mestre Gran de les Obres i fonts de Madrid, Teodoro Ardemans, succeint-la en el càrrec la seva mort. L'esmentada posició va consagrar el seu prestigi i li va permetre continuar ocupant un lloc rellevant a la cort, malgrat la preferència clara del rei Felip V per l'estil d'arquitectes estrangers que van treballar a Madrid a partir de 1720.
Pedro de Ribera va trobar en el corregidor de la capital, el senyor Francisco Antonio de Salcedo i Aguirre (Marquis de Vadillo), un protector que el va impulsar i va proporcionar els projectes per a les seves obres més destacades. Entre elles es poden esmentar les següents:
- Passeig Nou. Porta de San Vicente (1726 -1727)
- Ermita de Nostra Senyora del Port (1716 -1718)
- Caserna del Comte-Duc (Guàrdies de Corps) (iniciat el 1717)
- Pont de Toledo (1718 -1732)
- Església de Montserrat (1720)
- Reial Hospici d'Ave María i San Fernando (1722 -1726)
- Església de San Cayetano (1722 -1737)
- Caixa d'estalvis (Plaça de les Descalces) (1724 -1733)
- Reial Seminari de Nobles (finalitzat el 1725)
- Font de la Mariblanca (1726)
- Pont Verd (1728 -1732)
- Pont sobre l'Abroñigal (1729 -1732)
- Carmelites Descalces (1730 -1742)
- Monestir d'Uclés (1735)
- Teatre de la Creu (1737)
- Camí nou de l'Escorial (1737)
- Palau de Torrecilla
- Palau del Marqués de Miraflores
- Palau de Santoña
- Palau de Pereres

## Elements característics
Una constant a l'obra de Pedro de Ribera és la presència a la façana principal d'un important conjunt decoratiu central, format per la fusió de la porta i la balconada superior.
Es pot apreciar en les seves construccions que Pedro de Ribera utilitza habitualment els mateixos elements i estructures, que defineixen el seu estil clarament.
Entre ells es poden indicar els baquetones en secció asimètrica i que sobresurten més que els utilitzats fins a la seva època, que emmarquen freqüentment la porta de l'edifici. També cal destacar les imitacions en pedra de cortinatges plegats, pavellons, borles i elements similars. I potser un dels seus elements més característics sigui l'estípit, consistent en una columna adossada normalment en ambdós costats del portal. La part central de l'estípit està format per un cub que es perllonga a dues piràmides truncades, la inferior més alta que la superior. Tot el conjunt sol estar recobert amb abundant ornamentació.
Així mateix és important el partit que va saber treure Ribera de la cúpula i les seves possibilitats decoratives.